# Slatina nad Bebravou
Slatina nad Bebravou je obec na Slovensku v okrese Bánovce nad Bebravou.
Leží v nadmořské výšce 275 metrů. Žije zde 452 obyvatel.
První písemná zmínka o obci je z roku 1332. V obci je římskokatolický kostel svaté Alžběty Uherské. V blízkosti obce je přírodní rezervace Udrina.

## Osobnosti
- Artúr Szalatnai-Slatinský, architekt se narodil v Slatině nad Bebravou v roce 1891
- Jozef Bučko, slovenský evangelický kněz a protifašistický bojovník se narodil v Slatině nad Bebravou v roce 1907
- Ferdinand Lehotský, tanečník, herec a zpěvák se narodil v Slatině nad Bebravou v roce 1908